# Skællinge sogn
Skællinge sogn i Halland var en del af Himle herred. Skællinge distrikt dækker det samme område og er en del af Varbergs kommun. Sognets areal var 57,29 kvadratkilometer, heraf land 53,30. I 2020 havde distriktet 977 indbyggere. Landsbyen Skællinge ligger i sognet.
Navnet (1482 Skællinge) består af to dele. Den første del har flere fortolkninger, mens den anden del sandsynligvis er afledningsendelse -inge.. Befolkningen steg fra 1810 (593 indbyggere) til 1870 (1.038 indbyggere). Derefter faldt den, så der i 1960 var 646 indbyggere i Skællinge. Siden er befolkningen steget igen.
Der er tre naturreservater i sognet: Hallagården (delt med Rolfstorp sogn), Mærkedalen og Øvre Lia.